# Стадіон ім. Пола Брауна
Стадіон ім. Пола Брауна (англ. Qualcomm Stadium) — американський спортивний стадіон, розташований у місті Цинциннаті, штат Огайо. Стадіон приймає домашні ігри команди Національної футбольної ліги Цинциннаті Бенгалс. Стадіон має неофіційну назву «Джунглі», відповідно до природного середовища проживання бенгальських тигрів та однойменної пісні гурту Guns N' Roses.